# Сельское поселение Унъюган
Это статья о муниципальном образовании. О посёлке см. Унъюган.
Се́льское поселе́ние Унъюган — муниципальное образование в Октябрьском районе Ханты-Мансийского автономного округа Российской Федерации.
Административный центр — посёлок Унъюган.

## История
Посёлок Унъюган административно входил в Вонъеганский сельсовет (с 1972 по 1977), Унъюганский территориальный комитет (с 1977 по 2004).
Статус и границы сельского поселения установлены Законом Ханты-Мансийского автономного округа - Югры от 25 ноября 2004 года № 63-оз «О статусе и границах муниципальных образований Ханты-Мансийского автономного округа - Югры»

## Почётные жители посёлка
Почётный житель посёлка Унъюган - Гагарин Александр, родственник первого человека полетевшего в космос Юрия Гагарина.

## Достопримечательности
Карета около музыкальной школы является одним из самых посещаемых мест сельского поселения, весь досуг молодёжь посёлка проводит в данном месте и около него на пяточке.
Следующее место силы посёлка является пруд 'Гром' любимое место людей любящих природу и растения, чистый воздух, приятный вид прудика скрасит ваш день.
Недавно построили аллею Победы, около памятника ВОВ, очень красивое место которое стоит посещения, там можно посидеть на скамейке, полюбоваться пейзажами прудика.
Парк выпускников.

## Известные люди родившиеся в Унъюгане
Пока нет.

## Население
| 2010  | 2012  | 2013  | 2014  | 2015  | 2016  | 2017  |
| ----- | ----- | ----- | ----- | ----- | ----- | ----- |
| 4577  | ↘4485 | ↘4444 | ↘4352 | ↘4283 | ↘4255 | ↗4268 |
| 2018  | 2019  | 2020  | 2021  |       |       |       |
| ↘4190 | ↘4090 | →4090 | ↗5478 |       |       |       |

## Состав сельского поселения
| № | Населённый пункт | Тип населённого пункта          | Население |
| - | ---------------- | ------------------------------- | --------- |
| 1 | Унъюган          | посёлок, административный центр | ↗5478     |